# Muriel Gunn
Muriel Amy Gunn (gift Cornell), född 27 september 1906 i Mitcham, London Borough of Merton, England; död 12 september 1996 i Redhill, grevskapet Surrey; var en brittisk friidrottare med längdhopp som huvudgren. Gunn var världsrekordhållare och blev silvermedaljör vid den II:a damolympiaden 1926 och var en pionjär inom damidrott.

## Biografi
Muriel Gunn föddes i stadsdelen Mitcham i London Borough of Merton i sydvästra London som barn till familjen Frederick William Gunn och dennes fru Beatrice Minnie Loosemore. Hon gick i skola i stadsdelen Wimbledon och blev aktiv friidrottare. 1926 var hon en av grundarna till damsektionen vid Mitcham Athletic Club.
Den 2 augusti 1926 satte hon sitt första världsrekord i längdhopp vid tävlingar i London. Den 1 augusti 1927 förbättrade hon sitt världsrekord i längdhopp åter vid tävlingar i London. Gunn satte även europarekord i längdhopp 21 september 1926 vid tävlingar i London, hon förbättrade sedan rekordet 1928, 1929 och ytterligare 1930 vid tävlingar i Birmingham.
Åren 1927, 1928, 1929, 1930 och 1931 var hon brittisk mästare i längdhopp. Hon var även brittisk mästare i 80 meter/100 yards häcklöpning 1927 och i löpning 100 yards 1928. Hon tog även inofficiellt världsrekord i 80 meter häcklöpning 21 jan 1930 vid tävlingar i London, den 2 april 1931 förbättrade hon sitt rekord vid tävlingar i Pietermaritzburg.
1926 deltog hon vid damolympiaden i Göteborg, under idrottsspelen vann hon silvermedalj i längdhopp. 1930 deltog hon vid damolympiaden i Prag där hon åter vann silvermedalj i längdhopp.
1929 satte hon även världsrekord på 10 x 100 meter för klubblag
 (med Rose Thompson, Muriel Gunn, Elsie Maguire, Eileen Hiscock, Marion King, Daisy Ridgley, Winifred Weldon, G Lewis, Audrey Brown och Ethel Scott) vid tävlingar i Mitcham 14 september.
1931 deltog hon vid Olimpiadi della Grazia 29–31 maj i Florens, under dessa spel tog hon guldmedalj i häcklöpning 80 meter och guldmedalj i längdhopp samt i alla tre stafettgrenar (med Nellie Halstead, Gunn, Mary Seary och Daisy Ridgley).
Gunn gifte sig kring 1929 och planerade att delta i OS 1932 men avbröt detta på grund av graviditet,, dottern Lorna föddes i januari 1933. Inför förberedelserna till OS 1936 skadade hon en sena och avbröt återigen men medföljde laget som funktionär.
Gunn var domare under Olympiska sommarspelen 1948 i London och var senare även medlem i Internationella olympiska kommittén samt sekreterare vid "Women’s Amateur Athletic Association".
2004 upptogs Gunn i Oxford Dictionary of National Biography och 2014 upptogs hon i brittiska friidrottens ”Hall of Fame”.